# Lajos Dunai
Dans le nom hongrois Dunai Lajos, le nom de famille précède le prénom, mais cet article utilise l’ordre habituel en français Lajos Dunai, où le prénom précède le nom.
Lajos Dunai (né le 29 novembre 1942 à Budapest et mort le 18 décembre 2000 dans la même ville) est un footballeur international hongrois. Il participe aux Jeux olympiques d'été de 1968, remportant la médaille d'or avec la Hongrie.

## Biographie

### En club
Il joue de 1961 à 1964 dans l'équipe du III. Kerületi TUE, puis de 1964 à 1974 dans l'équipe du MTK Budapest FC.
Il dispute deux matchs en Coupe des coupes avec le MTK. Il remporte une Coupe de Hongrie avec le MTK.

### En équipe nationale
Il reçoit sa première sélection en équipe nationale en 1966 lors d'un match amical opposant la Hongrie à la Pologne.
Il participe aux Jeux olympiques d'été de 1968 organisés au Mexique. Il joue quatre matchs lors du tournoi olympique.

## Palmarès

### équipe de Bulgarie
- Jeux olympiques de 1968 :
  -  Médaille d'or.

### MTK Budapest
- Coupe de Hongrie :
  - Vainqueur : 1968